# Metal Slug 3
Metal Slug 3 (メタルスラッグ3?, Metaru Suraggu 3) è un videogioco di genere sparatutto a scorrimento orizzontale (a tratti verticale) dal tema bellico, sviluppato e pubblicato da SNK nel 2000. Nato come arcade per Neo Geo e portato successivamente su PlayStation 2 e Xbox, è il terzo titolo della serie di Metal Slug.
La grafica 2D di questo terzo capitolo risulta estremamente curata, sia per quanto riguarda gli sprite dei personaggi che per i fondali e porta al massimo perfezionamento la tecnica della pixel-art, sempre meno utilizzata nel mercato del videogame in favore di vesti grafiche tridimensionali.

## Trama
Diversi anni fa, il malvagio Generale Morden fu sventato nel suo tentativo di colpo di stato contro i governi mondiali dalla Peregrine Falcon Strike Force. Dopo aver stretto un'alleanza con una razza aliena nel tentativo di organizzare un altro colpo di stato, Morden fu tradito e fatto prigioniero dai suoi nuovi alleati. Le sue truppe ribelli formarono un'alleanza ad hoc con la Strike Force, gli alieni furono sconfitti e Morden fu ucciso. Determinanti nella sconfitta di Morden durante il primo colpo di stato furono il Capitano Marco Rossi e il Tenente Tarma Roving. Rossi (ora Maggiore) e Roving (ora Capitano) guidarono la lotta contro Morden durante il secondo colpo di stato, affiancati da due membri della Squadra Operazioni Speciali S.P.A.R.R.O.W.S. dell'Agenzia di Intelligence: il Sergente Eri Kasamoto e il Sergente di Prima Classe Fiolina Germi.
Sono trascorsi diversi anni da allora e Morden risulta disperso dai suoi seguaci sopravvissuti. Determinati a spazzare via ogni residuo della base di potere di Morden, l'esercito invia Rossi e Roving a distruggere una a una tutte le roccaforti ribelli rimaste. Durante i combattimenti, tuttavia, Rossi e Roving giungono alla conclusione che il nemico è troppo ben organizzato e che forse Morden non è morto come inizialmente pensato. Nel frattempo, gli S.P.A.R.R.O.W.S. si imbattono in una serie di strani eventi che portano l'esercito a concludere che gli alieni con cui Morden un tempo si era alleato siano tornati.
La Peregrine Falcon Strike Force e gli S.P.A.R.R.O.W.S. sono di nuovo uniti e inviati a sconfiggere questa nuova minaccia. Dopo varie battaglie contro le forze di Morden, gli eroi affrontano Morden. Dopo averlo sconfitto, si scopre che si trattava di un alieno travestito e che il vero Morden è stato fatto prigioniero dagli alieni. Gli alieni rapiscono il personaggio del giocatore e lasciano la Terra. A questo punto, un altro personaggio prende il suo posto. Un'alleanza ad hoc viene formata tra la Strike Force e le truppe di Morden per salvare i compagni catturati. I ribelli lanciano un'armata di razzi per attaccare la nave madre aliena, Rugname. Dopo una lunga battaglia all'interno della nave, la Rugname inizia a collassare a causa dei danni subiti. Dopo aver distrutto il nucleo della nave, la Strike Force deve farsi strada tra eserciti di cloni del compagno di squadra catturato, alcuni dei quali si sono trasformati in zombi. Sia il membro della Strike Force catturato che Morden vengono liberati. Durante la fuga, vengono affrontati dal capo degli alieni, Rootmars. Segue una battaglia nell'atmosfera terrestre, vinta dalla Strike Force, mentre Rootmars, gravemente ferito, precipita nell'oceano (nel sequel Metal Slug 6 si scoprirà che non è morto). Vedendo Morden e i suoi uomini festeggiare, il personaggio del giocatore getta la propria arma in acqua con disgusto.

## Modalità di gioco
Metal Slug 3 presenta fin dal primo livello le sue novità e cioè, come disse Groupie Guy (il programmatore di Metal Slug) in un'intervista, i "Warp Gates", ovvero vie alternative da esplorare nei livelli, e che cambiano completamente la scenografia con lo scopo di rendere più vario o, comunque, non eccessivamente lineare, il gioco. Per ogni livello esistono, almeno, tre-quattro warp gates, alcuni dei quali ben nascosti, per non dire mimetizzati, dimodoché, anche rigiocando più volte, si possano provare nuove esperienze. Questa novità ha rappresentato una delle caratteristiche che attribuiscono maggiore longevità al videogioco e maggiore interesse anche per coloro che non sono molto attratti dagli sparatutto.
Oltre alle trasformazioni in mummia e in obeso, si può ora (ma solo nella missione 2) subire una nuova trasformazione, che è quella in zombie. Quando il personaggio verrà colpito dal fluido giallastro secreto dagli zombie oppure da certi zombie che si buttano addosso ad esso, perderà temporaneamente i sensi, per poi alzarsi subito dopo trasformato in uno zombie. Lo zombie ha i movimenti molto ridotti (sia nel camminare che nel salto) e non può usufruire dell'arma speciale, ma in compenso è praticamente invulnerabile a qualsiasi colpo inferto dai soldati nemici e dai loro veicoli (siano essi proiettili, coltellacci, missili o bombe). Se però il personaggio zombie verrà colpito nuovamente da uno zombie o dal suo fluido, oppure dall'alito ghiacciato degli yeti nella grotta (sempre presente nella missione 2), o ancora dagli attacchi del secondo boss, perderà una vita. Un altro punto di forza sono le bombe: al posto di esse, lo zombie espellerà dalla bocca un lungo e devastante fiotto di sangue in grado di uccidere tutti i nemici presenti nel suo raggio d'azione e distruggere più facilmente il boss. L'unico inconveniente di questa tecnica è che il personaggio rimarrà immobile durante l'esecuzione e sarà quindi esposto agli attacchi degli altri zombie. Il trattamento dello zombie è una cassetta del pronto soccorso che di solito rilasciano gli zombie scienziati dopo essere stati uccisi.
Sono presenti anche nuovi slug (scavatrice; sottomarino; astronave; ecc.) alcuni dei quali si troveranno in zone nascoste del gioco.
I livelli in tutto sono cinque, a differenza dei predecessori che ne hanno sei, ma l'ultimo livello è enormemente più lungo rispetto ai precedenti quattro. Inoltre, nella versione PS2 e Xbox dopo aver completato tutto il gioco, si potrà sbloccare la modalità "Soldato", che permetterà di giocare come uno dei tre tipi di soldati ribelli dal gioco (granata, scudo e bazooka, ma non fucile) dove si cercherà di salvare il generale Morden e quanti altri soldati ribelli possibile.

## Slug e veicoli
- SV-001 "Metal Slug" – Carro armato dotato di mitragliatrice e di 10 proiettili esplosivi.
- Slug Camel – Dromedario dotato di mitragliatore. Non offre protezione al personaggio.
- Slugnoid – Robot dotato di due braccia, su cui sono montati altrettanti mitragliatori, e di un lanciagranate (10 munizioni). Può saltare molto in alto, ma ogni volta che viene colpito da un attacco nemico, perde un braccio (e quindi un'arma).
- Slug Flyer – Caccia dotato di mitragliatore e lanciarazzi (10 proiettili). Non può sparare all'indietro.
- Slug Mariner – Sommergibile monoposto, dotato di due mitragliatrici estremamente potenti e di un lanciasiluri (dieci munizioni).
- Slug Elephant – Elefante dotato di mitragliatore. Non offre protezione al personaggio. Se l'elefante mangia una cesta di peperoncini, dalla proboscide erutterà fiamme; se mangia una batteria elettrica rilascerà un fascio di fulmini.
- Slug Ostrich – Struzzo dotato di mitragliatore. Non offre protezione al personaggio, ma può correre velocemente e salta molto in alto.
- Armatura Level – Armatura robotica, che può saltare molto in alto, utilizzata anche dai nemici. Dotata di lanciarazzi (10 proiettili), condivide l'arma principale con quella del giocatore (se si sta usando un lanciafiamme, sparerà fuoco, se si sta usando un lanciarazzi, sparerà missili, ecc...)
- Trivella-lumache – Veicolo dotato di mitragliatore e trivella perforante. Quest'ultima è particolarmente efficace contro le lumache giganti: le farà letteralmente a pezzi.
- Slug-copter – Elicottero ispirato allo Hughes AH-6 Little Bird piuttosto difficile da controllare. A differenza dello Slug Flyer, può sparare con il suo mitragliatore anche all'indietro. Può sganciare bombe a caduta quasi verticale (10 munizioni).
- Astro Slug – astronave dotata di un mitragliatore e di un lanciasiluri (dieci proiettili). Se si ottiene un'arma, mentre si è a bordo, il veicolo la utilizzerà (anche più di una alla volta: ad esempio, ottenendo un laser e una mitragliatrice pesante, sparerà sia fasci di energia che pallottole).

## Accoglienza
Fin dalla sua prima uscita, Metal Slug 3 ricevette recensioni generalmente positive. Anche i successivi porting, specie quella Xbox, hanno ricevuto pareri positivi. In Giappone, la rivista Game Machine lo elencò nel numero del 1º maggio 2000 come la terza unità arcade di maggior successo del mese.
Hilary Goldstein di IGN gli ha dato un punteggio di 6,8 su 10, ritenendo che come sparatutto arcade il gioco reggesse bene, ma come titolo Xbox fosse debole rispetto ad altri giochi per la console: "Se questo gioco costasse 20 o addirittura 30 dollari meriterebbe un punteggio migliore e una migliore raccomandazione. Non vale 40 dollari, a meno che non siate assolutamente obbligati ad averlo sulla vostra Xbox. Quando il prezzo di questo gioco scenderà (e lo farà), sarà allora che vorrete sicuramente acquistarlo". Il punteggio di Ryan Davis per GameSpot è 7,5 su 10. Lui elogia la maggior parte degli aspetti del gioco, ma ha criticato l'eccessiva difficoltà: "I fondamenti di Metal Slug 3 sono tutti davvero eccellenti. Sarà difficile trovare un altro 2D a scorrimento laterale con ambienti così dettagliati e animazioni fluide, e il gameplay è la definizione di frenetico. Quindi, con tutto questo a suo favore, è un vero peccato che il brutale sistema di continuazione introdotto nella conversione del gioco per Xbox renda il gioco eccessivamente intransigente. Se siete inclini a gettare via i controller per la frustrazione, potreste voler affrontare Metal Slug 3 con cautela". 7 su 10 è la valutazione di Spanner Spencer di Eurogamer. Ha elogiato il gioco originale, ma come gioco per Xbox, lo ha trovato un po' carente: "Così breve, così dolce. La modalità a due giocatori si dilunga per un po', e ci sono le modalità Difficile e Molto Difficile, ma a 15 sterline se si fa un giro, Metal Slug 3 trascende probabilmente la solita raccomandazione di noleggio. Non mentire, lo finirai in un giorno. Puoi provare a raccogliere tutti gli extra (ravanelli giapponesi e cavolo cinese sono tutti lì a disposizione), ma non si può negare che non ci sia abbastanza per giustificare una spesa completa, non importa quanto perfetta possa essere una fetta di azione arcade". Infine, Darryl Vassar di GameSpy assegnò il voto di 4 su 5, sostenendo che "sebbene ciascuna delle singole parti di Metal Slug 3 non sia degna di nota, il loro insieme è più grande della loro somma. Metal Slug 3 è un gioco fantastico: è facile da imparare e giocare, ha un carattere e una profondità eccezionali, ed è ancora meglio se giocato con un amico. C'è un motivo per cui SNK ha così tanti fan sfegatati, e questo gioco dovrebbe attirarne altri".